# Старогорске-Врхи
Старогорске Врхи (словац. Starohorské vrchy) — горный массив в центральной Словакии, часть Фатранско-Татранской области. Наивысшая точка — гора Кози Хрбат, 1330 м.